# 安吴镇
安吴镇，是中华人民共和国陕西省咸陽市泾阳县下辖的一个乡镇级行政单位。

## 行政区划
安吴镇下辖以下地区：
岳家村、中山村、四罗沟村、王家村、冯家堡村、毛家村、沙沟村、竹园张村、东李庄村、茹家村、雒仵村、西李庄村、龙源村、徐家崖村、姚家村、马家村、安吴村、张沟村、蒋路村、甘泽堡村、高村、东山庄村、薛家村、罗圈崖村和蒙家沟村。